# Ogün Samast
Ogün Samast (prononcé [ogyn sɑmɑst], (né le 28 juin 1990, à Üsküdar, Istanbul), est un jeune nationaliste Turc qui a assassiné le journaliste turc d'origine arménienne Hrant Dink, le 19 janvier 2007, devant le siège de sa revue Agos, en Turquie.
D'origine pontique, sa famille est originaire de la ville de Düzköy près de Trabzon.
Arrêté par la police 36 heures après l'assassinat à Samsun dans le bus qui l'emmenait à Trabzon (la ville dans laquelle il réside avec ses parents), Ogün Samast a déclaré que ses sentiments nationalistes et une phrase prononcée par Hrant Dink lors d'une interview : "vider un jour ce sang turc empoisonné et de remplir avec le sang neuf de l’Arménie qui après l’indépendance paraît comme l’avenir des Arméniens du monde entier" avaient motivé son acte. Il risquait de 18 à 24 ans de prison pour assassinat.
Le 25 juillet 2011, Ogün Samast a été condamné à 22 ans et 10 mois d'emprisonnement,, pour meurtre avec préméditation et possession illégale d'une arme à feu par la cour criminelle pour enfants d'Istanbul. 
Il a obtenu la libération conditionnelle en novembre 2023 après avoir purgé 16 ans de prison.